# Wurlitzer
Pour les articles homonymes, voir Wurlitzer (homonymie).

Logo de Wurlitzer

Wurlitzer est une entreprise américaine qui fabrique et commercialise des instruments de musique, notamment des pianos (dont le piano électrique Wurlitzer) et des orgues.

## Historique
La Rudolph Wurlitzer Company a été créée en 1853 par un immigrant allemand du nom de Rudolph Wurlitzer (1831-1914). À l'origine, elle importait des instruments à vent et à cordes d'Allemagne.
Durant la Seconde Guerre mondiale, elle fournit des fusées de proximité et des éléments pour les drones Interstate TDR-1.
Le plus grand orgue Wurlitzer est installé à la salle Troxy dans l’East End à Londres,.

## Galerie

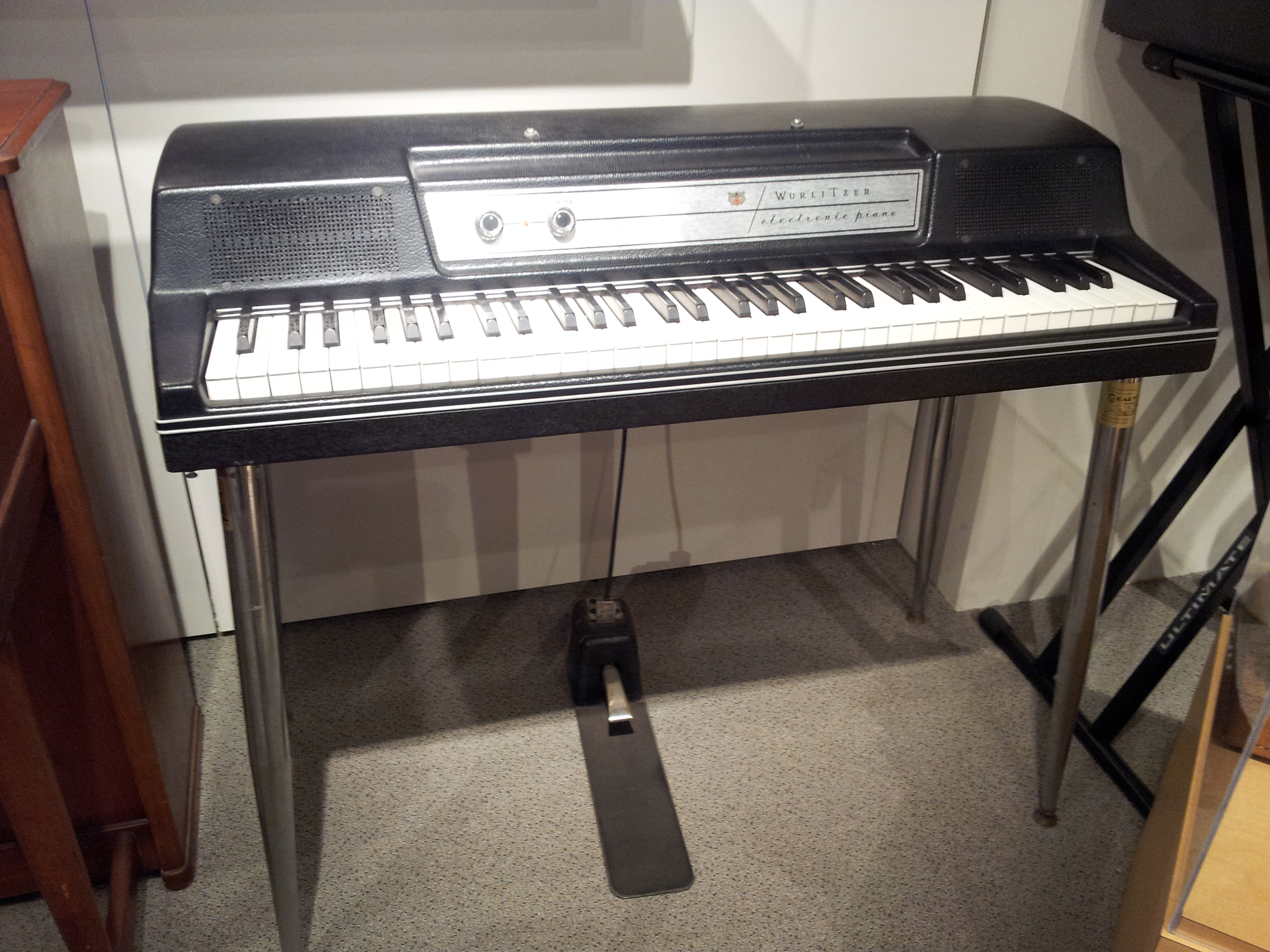
Piano électrique Wurlitzer
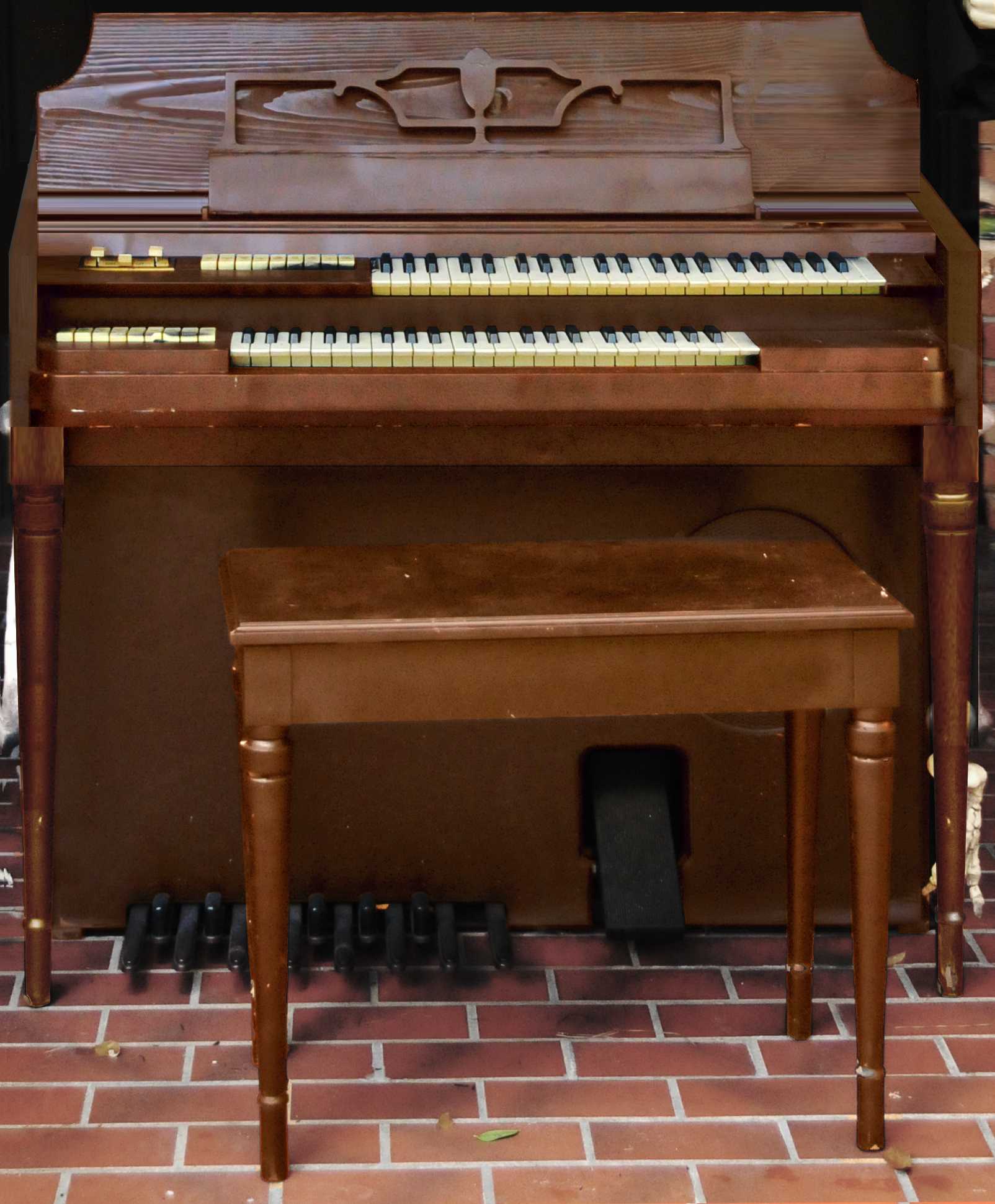
Orgue Wurlitzer modèle 44